# Alemania Federal en la Copa Mundial de Fútbol de 1970
La Selección de fútbol de Alemania Federal es una de las 16 selecciones que participaron en la Copa Mundial de Fútbol de 1970. Fue la quinta participación mundialista. Alemania Federal en el grupo A; venció 2:1 a Marruecos en su primer partido, venció 5:2 a Bulgaria y en el tercer encuentro se impuso 3:1 a Perú.
En los cuartos de final venció 3:2 a Inglaterra en la prórroga, así vengando lo ocurrido en la final de 1966 cuatro años antes.
En la semifinal se vivió en un entretenido encuentro, más tarde considerado «El Partido del Siglo» en el Estadio Azteca, los alemanes sucumbieron 4:3 en la prórroga frente a Italia.
En el partido por el tercer puesto
, triunfó 1:0 sobre Uruguay. Como dato adicional, el delantero alemán Gerd Müller finalizó como el goleador del certamen con diez festejos.

## Clasificación

### Grupo 7
| Equipo           | Pts | PJ | PG | PE | PP | GF | GC | Dif |
| ---------------- | --- | -- | -- | -- | -- | -- | -- | --- |
| Alemania Federal | 11  | 6  | 5  | 1  | 0  | 20 | 3  | 17  |
| Escocia          | 7   | 6  | 3  | 1  | 2  | 18 | 7  | 11  |
| Austria          | 6   | 6  | 3  | 0  | 3  | 12 | 7  | 5   |
| Chipre           | 0   | 6  | 0  | 0  | 6  | 2  | 35 | -33 |

| Fecha                   | Lugar     |                  |                     | Resultado  |                     |                  |
| ----------------------- | --------- | ---------------- | ------------------- | ---------- | ------------------- | ---------------- |
| 13 de octubre de 1968   | Viena     | Austria          | Bandera de Austria  | 0:2 (0:1)  | Bandera de Alemania | Alemania Federal |
| 23 de noviembre de 1968 | Nicosia   | Chipre           | Bandera de Chipre   | 0:1 (0:0)  | Bandera de Alemania | Alemania Federal |
| 16 de abril de 1969     | Glasgow   | Escocia          | Bandera de Escocia  | 1:1 (0:1)  | Bandera de Alemania | Alemania Federal |
| 10 de mayo de 1969      | Núremberg | Alemania Federal | Bandera de Alemania | 1:0 (0:0)  | Bandera de Austria  | Austria          |
| 21 de mayo de 1969      | Essen     | Alemania Federal | Bandera de Alemania | 12:0 (7:0) | Bandera de Chipre   | Chipre           |
| 22 de octubre de 1969   | Hamburgo  | Alemania Federal | Bandera de Alemania | 3:2 (1:1)  | Bandera de Escocia  | Escocia          |

### Goleadores
| Jugador              | Goles | PJ |
| Gerd Müller          | 9     | 6  |
| -------------------- | ----- | -- |
| Wolfgang Overath     | 3     | 6  |
| Helmut Haller        | 2     | 6  |
| Max Lorenz           | 1     | 6  |
| Sigfried Held        | 1     | 6  |
| Horst-Dieter Höttges | 1     | 6  |
| Klaus Fichtel        | 1     | 6  |
| Reinhard Libuda      | 1     | 6  |

## Participación

### Grupo D
| Equipo           | Pts | PJ | PG | PE | PP | GF | GC | Dif |
| ---------------- | --- | -- | -- | -- | -- | -- | -- | --- |
| Alemania Federal | 6   | 3  | 3  | 0  | 0  | 10 | 4  | 6   |
| Perú             | 4   | 3  | 2  | 0  | 1  | 7  | 5  | 2   |
| Bulgaria         | 1   | 3  | 0  | 1  | 2  | 5  | 9  | -4  |
| Marruecos        | 1   | 3  | 0  | 1  | 2  | 2  | 6  | -4  |

| 3 de junio de 1970, 16:00 | Alemania Federal        | 2:1 (0:1) | Marruecos | Estadio Nou Camp, León                                         |                                                                |
|                           | Seeler 56' · Müller 80' | Reporte   | Jarir 21' | Asistencia: 12 942 espectadores Árbitro(s): Laurens van Ravens | Asistencia: 12 942 espectadores Árbitro(s): Laurens van Ravens |

| 7 de junio de 1970, 12:00 | Alemania Federal                             | 5:2 (2:1) | Bulgaria                  | Estadio Nou Camp, León                                       |                                                              |
|                           | Libuda 20' · Müller 27' 52' 88' · Seeler 70' | Reporte   | Nikodimov 12' · Kolev 89' | Asistencia: 12 710 espectadores Árbitro(s): José María Ortiz | Asistencia: 12 710 espectadores Árbitro(s): José María Ortiz |

| 10 de junio de 1970, 16:00 | Alemania Federal   | 3:1 (3:1) | Perú         | Estadio Nou Camp, León                                            |                                                                   |
|                            | Müller 19' 26' 39' | Reporte   | Cubillas 44' | Asistencia: 17 875 espectadores Árbitro(s): Abel Aguilar Elizalde | Asistencia: 17 875 espectadores Árbitro(s): Abel Aguilar Elizalde |

### Cuartos de final
| 14 de junio de 1970, 12:00 | Alemania Federal                           | 3:2 (0:1) (t. s.) | Inglaterra               | Estadio Nou Camp, León                                              |                                                                     |
|                            | Beckenbauer 68' · Seeler 82' · Müller 108' | Reporte           | Mullery 31' · Peters 49' | Asistencia: 23 357 espectadores Árbitro(s): Ángel Norberto Coerezza | Asistencia: 23 357 espectadores Árbitro(s): Ángel Norberto Coerezza |

### Semifinales
| 17 de junio de 1970, 16:00                                           | Italia                                                 | 4:3 (1:1) (t. s.) | Alemania Federal                   | Estadio Azteca, Ciudad de México                             |                                                              |
|                                                                      | Boninsegna 8' · Burgnich 98' · Riva 104' · Rivera 111' | Reporte           | Schnellinger 90' · Müller 94' 110' | Asistencia: 102 444 espectadores Árbitro(s): Arturo Yamasaki | Asistencia: 102 444 espectadores Árbitro(s): Arturo Yamasaki |
| Considerado por muchos y negado por pocos como El Partido del Siglo. |                                                        |                   |                                    |                                                              |                                                              |

### Tercer lugar
| 20 de junio de 1970, 16:00 | Alemania Federal | 1:0 (1:0) | Uruguay | Estadio Azteca, Ciudad de México                               |                                                                |
|                            | Overath 26'      | Reporte   |         | Asistencia: 104 403 espectadores Árbitro(s): Antonio Sbardella | Asistencia: 104 403 espectadores Árbitro(s): Antonio Sbardella |

## Estadísticas
| Equipo | Equipo           | Pts | PJ | PG | PE | PP | GF | GC | Dif | Rend  |
| ------ | ---------------- | --- | -- | -- | -- | -- | -- | -- | --- | ----- |
| 1      | Brasil           | 12  | 6  | 6  | 0  | 0  | 19 | 7  | +12 | 100%  |
| 2      | Italia           | 8   | 6  | 3  | 2  | 1  | 10 | 8  | +2  | 75%   |
| 3      | Alemania Federal | 10  | 6  | 5  | 0  | 1  | 17 | 10 | +7  | 83,3% |

### Goleadores
| Jugador                 | Goles | PJ |
| Gerd Müller             | 10    | 6  |
| ----------------------- | ----- | -- |
| Uwe Seeler              | 3     | 6  |
| Franz Beckenbauer       | 1     | 5  |
| Karl-Heinz Schnellinger | 1     | 5  |
| Reinhard Libuda         | 1     | 5  |
| Wolfgang Overath        | 1     | 6  |